# Saint-Étienne-sur-Suippe
Pour les articles homonymes, voir Saint-Étienne (homonymie) et Suippe (homonymie).
Saint-Étienne-sur-Suippe est une commune française, située dans le département de la Marne en région Grand Est.

## Géographie
Le village de Saint-Étienne-sur-Suippe est entouré des trois communes de Auménancourt, Poilcourt-Sydney et Boult-sur-Suippe.
|              | Poilcourt-Sydney         | Houdilcourt      |
| Auménancourt | Saint-Étienne-sur-Suippe | Boult-sur-Suippe |
| Bourgogne    | Fresne-lès-Reims         |                  |

### Hydrographie

#### Réseau hydrographique
La commune est dans la région hydrographique « la Seine du confluent de l'Oise (inclus) à l'embouchure » au sein du bassin Seine-Normandie. Elle est drainée par la Suippe et divers bras de la Suippe,.
La Suippe, d'une longueur de 82 km, prend sa source dans la commune de Tailly et se jette  dans l'Aisne à Saint-Juvin, après avoir traversé 27 communes. 

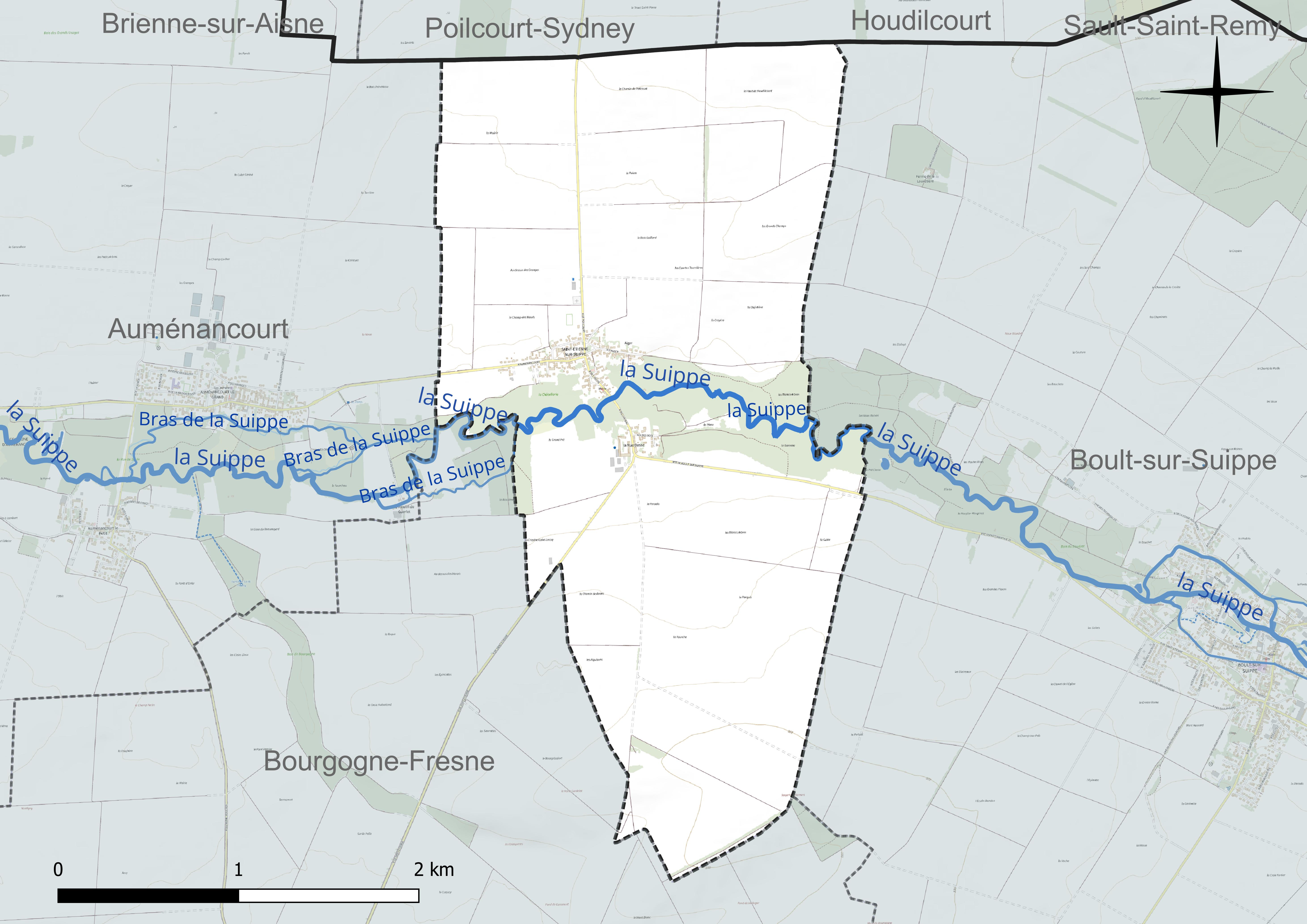
Réseau hydrographique de Saint-Étienne-sur-Suippe.

#### Gestion et qualité des eaux
Le territoire communal est couvert par le schéma d'aménagement et de gestion des eaux (SAGE) « Aisne Vesle Suippe ». Ce document de planification, dont le territoire s’étend sur 3 096 km2 répartis sur trois départements (Aisne, Marne et Ardennes) et deux régions (Champagne-Ardenne et Picardie), a été approuvé le 16 décembre 2013. La structure porteuse de l'élaboration et de la mise en œuvre est le Syndicat d’aménagement des bassins Aisne Vesle Suippe (SIABAVES). 
La qualité des cours d’eau peut être consultée sur un site dédié géré par les agences de l’eau et l’Agence française pour la biodiversité. 

### Climat
Pour des articles plus généraux, voir Climat du Grand Est et Climat de la Marne.
En 2010, le climat de la commune est de type climat océanique dégradé des plaines du Centre et du Nord, selon une étude du Centre national de la recherche scientifique s'appuyant sur une série de données couvrant la période 1971-2000. En 2020, Météo-France publie une typologie des climats de la France métropolitaine dans laquelle la commune est exposée à un climat océanique altéré et est dans la région climatique  Nord-est du bassin Parisien, caractérisée par un ensoleillement médiocre, une pluviométrie moyenne régulièrement répartie au cours de l’année et un hiver froid (3 °C). 
Pour la période 1971-2000, la température annuelle moyenne est de 10,3 °C, avec une amplitude thermique annuelle de 15,4 °C. Le cumul annuel moyen de précipitations est de 689 mm, avec 11,5 jours de précipitations en janvier et 8,5 jours en juillet. Pour la période 1991-2020, la température moyenne annuelle observée sur la station météorologique de Météo-France la plus proche, « La Selve », sur la commune de La Selve à 22 km à vol d'oiseau, est de 10,8 °C et le cumul annuel moyen de précipitations est de 710,7 mm. 
La température maximale relevée sur cette station est de 41,2 °C, atteinte le 25 juillet 2019 ; la température minimale est de −18,7 °C, atteinte le 4 février 2012,,. 
Les paramètres climatiques de la commune ont été estimés pour le milieu du siècle (2041-2070) selon différents scénarios d'émission de gaz à effet de serre à partir des nouvelles projections climatiques de référence DRIAS-2020. Ils sont consultables sur un site dédié publié par Météo-France en novembre 2022.

## Urbanisme

### Typologie
Au 1er janvier 2024, Saint-Étienne-sur-Suippe est catégorisée commune rurale à habitat dispersé, selon la nouvelle grille communale de densité à sept niveaux définie par l'Insee en 2022.
Elle est située hors unité urbaine. Par ailleurs la commune fait partie de l'aire d'attraction de Reims, dont elle est une commune de la couronne,. Cette aire, qui regroupe 294 communes, est catégorisée dans les aires de 200 000 à moins de 700 000 habitants,.

### Occupation des sols
L'occupation des sols de la commune, telle qu'elle ressort de la base de données européenne d’occupation biophysique des sols Corine Land Cover (CLC), est marquée par l'importance des territoires agricoles (89,4 % en 2018), une proportion identique à celle de 1990 (89,4 %). La répartition détaillée en 2018 est la suivante : 
terres arables (85,1 %), forêts (10,6 %), zones agricoles hétérogènes (4,3 %). L'évolution de l’occupation des sols de la commune et de ses infrastructures peut être observée sur les différentes représentations cartographiques du territoire : la carte de Cassini (XVIIIe siècle), la carte d'état-major (1820-1866) et les cartes ou photos aériennes de l'IGN pour la période actuelle (1950 à aujourd'hui).

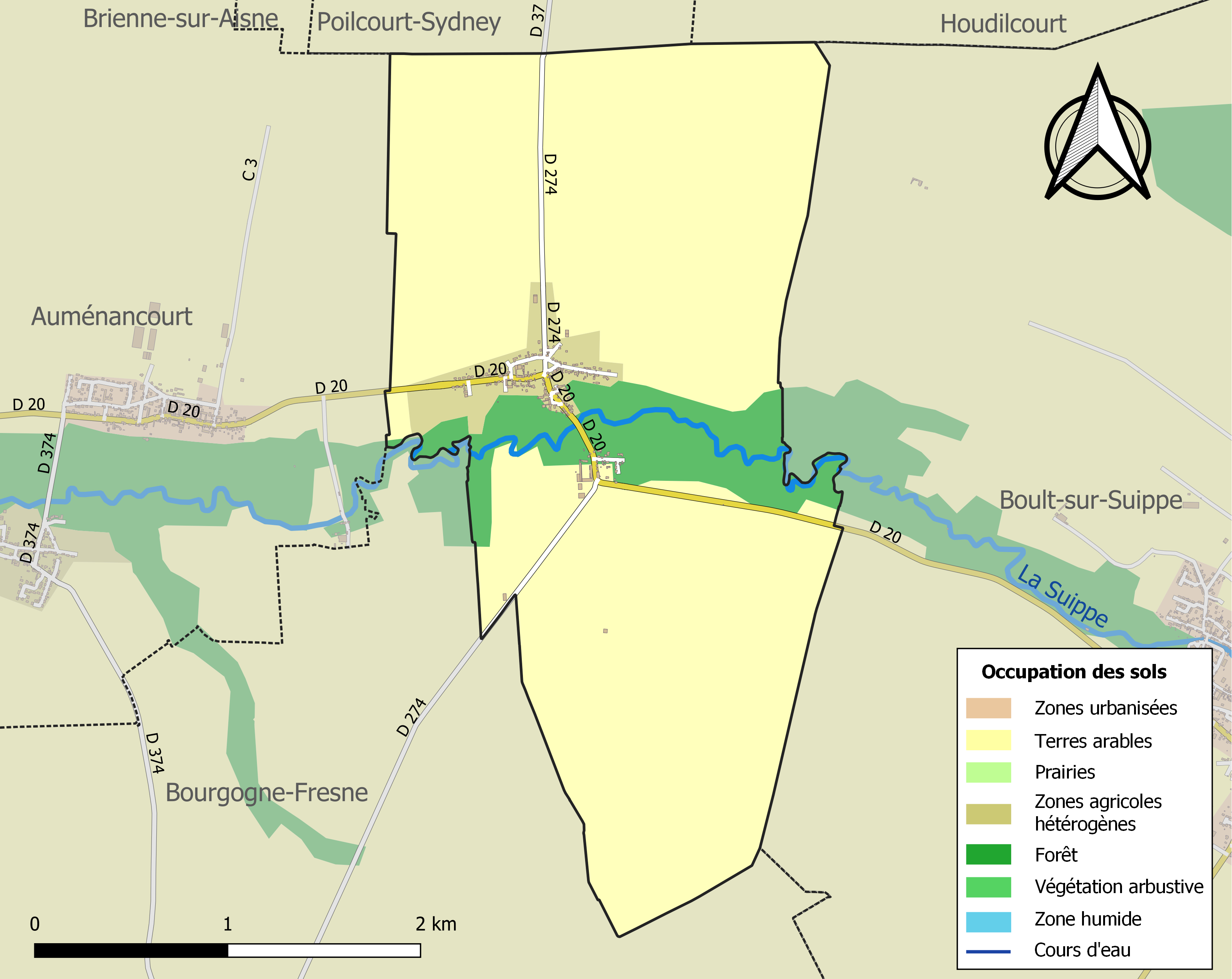
Carte des infrastructures et de l'occupation des sols de la commune en 2018 (CLC).

## Toponymie
Le nom de la localité est attesté sous les formes Villa Sancti Stephani (vers 530) ; Sanctus Stephanus (vers 850) ; Sancte Stephanus super Sopiam (1192) ; Sanctus Stephanus supra Suppiam (vers 1260) ; Saint-Esteve (commencement du XIVe siècle) ; Saint-Estene-sur-Suippe (1394) ; Saint-Estienne-sur-Suippe (1394) ; Sainct-Estienne (1522) ; Fanecourt (1794).

Saint-Étienne est un hagiotoponyme.
La Suippe, qui traverse le territoire de la commune,  est une rivière des départements de la Marne et de l'Aisne, dans les deux régions Grand Est et Hauts-de-France, qui se jette dans l'Aisne

## Histoire
Au cours de la Révolution française, la commune porta provisoirement le nom de Fanecourt.

## Politique et administration
| Période                                  | Période    | Identité                                            | Étiquette | Qualité |
| ---------------------------------------- | ---------- | --------------------------------------------------- | --------- | ------- |
| Les données manquantes sont à compléter. |            |                                                     |           |         |
| avant 1874                               | après 1879 | Lardenois                                           |           |         |
| environ 1880                             | après 1902 | Baudesson                                           |           |         |
| 1983                                     | 2014       | Max Boiramé                                         |           |         |
| 2014                                     | En cours   | Christophe Madelain Réélu pour le mandat 2020-20226 |           |         |

## Démographie
Les habitants de la commune s'appellent les Stéphanois et Stéphanoises.
Saint-Étienne-sur-Suippe est la 24 359e ville au classement des communes de France ayant le plus d'habitants. Le village de Saint-Étienne-sur-Suippe avait une population de 222 habitants au recensement de 1999. Il appartient au canton de Bourgogne.
L'évolution du nombre d'habitants est connue à travers les recensements de la population effectués dans la commune depuis 1793. Pour les communes de moins de 10 000 habitants, une enquête de recensement portant sur toute la population est réalisée tous les cinq ans, les populations de référence des années intermédiaires étant quant à elles estimées par interpolation ou extrapolation. Pour la commune, le premier recensement exhaustif entrant dans le cadre du nouveau dispositif a été réalisé en 2007.

En 2022, la commune comptait 349 habitants, en évolution de +11,5 % par rapport à 2016 (Marne : −1,19 %, France hors Mayotte : +2,11 %).
| 1793 | 1800 | 1806 | 1821 | 1831 | 1836 | 1841 | 1846 | 1851 |
| ---- | ---- | ---- | ---- | ---- | ---- | ---- | ---- | ---- |
| 165  | 203  | 218  | 228  | 315  | 358  | 394  | 374  | 376  |

| 1856 | 1861 | 1866 | 1872 | 1876 | 1881 | 1886 | 1891 | 1896 |
| ---- | ---- | ---- | ---- | ---- | ---- | ---- | ---- | ---- |
| 370  | 351  | 355  | 294  | 275  | 251  | 233  | 215  | 200  |

| 1901 | 1906 | 1911 | 1921 | 1926 | 1931 | 1936 | 1946 | 1954 |
| ---- | ---- | ---- | ---- | ---- | ---- | ---- | ---- | ---- |
| 199  | 188  | 165  | 118  | 150  | 168  | 168  | 136  | 149  |

| 1962 | 1968 | 1975 | 1982 | 1990 | 1999 | 2006 | 2007 | 2012 |
| ---- | ---- | ---- | ---- | ---- | ---- | ---- | ---- | ---- |
| 159  | 156  | 165  | 200  | 222  | 255  | 260  | 261  | 292  |

| 2017 | 2022 | - | - | - | - | - | - | - |
| ---- | ---- | - | - | - | - | - | - | - |
| 316  | 349  | - | - | - | - | - | - | - |

## Héraldique
| Armes de Saint-Étienne-sur-Suippe | Les armes de la commune se blasonnent ainsi : écartelé : au premier et au quatrième d'azur au chevron d'or accompagné de trois alérions d'argent, au deuxième et au troisième de gueules à la croix engrêlée d'or cantonnée de quatre annelets du même. |